# 레밍턴 M870
레밍턴 M870(영어: Remington Model 870)은 레밍턴사에서 개발한 펌프 액션 산탄총으로, 군사, 치안용 이외에도 민간인의 수렵과 사격에 널리 쓰이고 있다.
1950년에 선보였고, 생산단가가 높은 레밍턴 M13를 대체하였다. 군사용으로는 1966년에 미국 해병대에서 사들였고. 1970년대에 들어서 비로소 미군에 채용되었다. 이외에도 이스라엘, 캐나다에서 채용하고 있다.
최신의 개량형은 레밍턴 M870 MCS(Modular Combat Shotgun)이다. 모듈화됨에 따라 각종 길이가 다른 총열과 개머리판을 쉽게 탈부착하여 쓸 수 있으며, 피카티니 레일이 추가되어 광학 조준기 등도 달 수 있다.
M870의 파생 모델 중에는 특이하게도 M16 소총과 M4 카빈의 총열 아래에 부착하는 버전이 존재하는데, M4 전용 KAC 마스터키와 M4/M16 겸용 M26 MASS가 있다.

## 대중 문화
- 콜 오브 듀티: 모바일에서 BY15라는 이름으로 등장한다.

## 같이 보기
- KAC 마스터키
- M26 MASS